# Dewarszi
Dewarszi − w hinduizmie wieszcz boski, wieszcz niebiański. Ryszi, który osiągnął poziom odpowiadający bogom wedyzmu. 
Wieszcz (czyli ryszi) uznawany za dewarsziego był honorowany na sposób równy z bóstwami (czyli dewami). 
Po osiągnięciu doskonałości na Ziemi bywało, według mitologii indyjskiej, że  przenoszono go do niebios jako półboga i wiódł tam życie wśród dew.
Inne wersje mitologiczne (buddyjskie) podają, że dewarszi są jednymi z mieszkańców góry Meru.

## Recepcja w literaturze przedmiotu
- Zdaniem Georga Feuersteina, przykładem reprezentatywnej postaci dla grupy dewarszich jest Kaśjapa[7] (Kanda Kaśjapa[8])
- Innym reprezentantem grupy dewarszich bywa wskazywany Narada[9].
- Niektórzy współczesnych z indyjskich autorów, wskazując na najważniejszych dewarszich,  wymieniają postacie wieszczów o imionach: Sanatkumara, Narada, Bryhaspati[10].

## Recepcja w literaturze hinduistycznej
- Bhagawadgita – np. 10.12-13 devarṣir nāradas tathā
- Bhagawatapurana – np. 1.9.19 devarṣir nāradaḥ sākṣād
- Ćajtanjaćaritamryta – np. 2.24.278 aho dhanyo 'si devarṣe

## Pochodzenie klanowe
Przyporządkowanie do grupy  wieszczów bramińskich może bazować na przynależności do klanu (sanskr. gotra). Tytuł dewarsziego przysługuje wtedy dla klanów następujących pięciu postaci:
1. Dharma
2. Pulastja
3. Kratu
4. Pulaha
5. Pratjuszas
6. Prabhasa
7. Kaśjapa[11].